# Nahi Gewog
Nahi (Dzongkha: ན་ཧི་) ist einer von fünfzehn Gewogs (Blöcke) des Dzongkhags Wangdue Phodrang in Zentralbhutan. Nahi Gewog befindet sich im Südwesten des Distrikts.
Nahi Gewog ist wiederum eingeteilt in fünf Chiwogs (Wahlkreise). Laut der Volkszählung von 2005 leben in diesem Gewog 823 Menschen auf einer Fläche von 65 km² in sechs Dörfern bzw. Weilern.
Neben der Gewog-Verwaltung im Chiwog Haebisa gibt es eine Schule, die Ngasizampa Schule, im Chiwog Halued Uesawogm.
| Chiwog                                  | Dörfer bzw. Weiler |
| --------------------------------------- | ------------------ |
| Khoorjoongla Langmizi ཁུར་འབྱུང་ལ་_བླང་མི་ཟི་ | Khoorjoongla       |
| Haebisa ཧས་སྦིས་ས་                        | Haebisa            |
| Uesagongm Thabji གཡུས་ས་གོངམ་_ཐབ་སྦྱིས་      | Eusa Gongm         |
| Halued Uesawogm ཧ་ལུད་_གཡུས་ས་འོགམ་        | Eusa Wogm          |
| Halued Uesawogm ཧ་ལུད་_གཡུས་ས་འོགམ་        | Halued             |
| Nagbisa ནག་སྦིས་ས་                        | Nagbisa            |